# جاك ليندسي
جاك ليندسي (بالإنجليزية: Jack Lindsay)‏ (11 ديسمبر 1921 في المملكة المتحدة - 2006) هو لاعب كرة قدم بريطاني (وحمل سابقاً جنسية المملكة المتحدة لبريطانيا العظمى وأيرلندا) في مركز الهجوم. لعب مع شيفيلد وينزداي ونادي بوري ونادي ساوثبورت ونادي كارلايل يونايتد وويغان أتلتيك ونادي غرينوك مورتون.